# Llengües yokuts
Les llengües yokuts (també anomenades yokutsanes i mariposa) és un grup de llengües en perill de desaparició parlades per l'ètnia yokuts a la zona interior del sud de Califòrnia i rodalia de la vall de San Joaquín, Estats Units. Els parlants d'aquestes llengües van resultar molt afectats per l'acció de les malalties, per la labor missionera i per la febre de l'or. La major part d'elles estan actualment extingides.
El yawelmani (yokuts de la vall) i el wikchamni (tule-kaweah) són dos de les varietats yokuts millor investigades. S'estima que podria haver-hi una vintena de llengües yokuts, de les quals actualment només es parlen dues, el tachi (25 parlants) i el yokuts del contrafort (78 parlants).

## Classificació
Kenneth W. Whistler i Victor Golla (1986), proposen una classificació molt detallada de les varietats conegudes de 28 varietats de yokuts, sent diverses d'elles dialectes mútuament intel·ligibles. Aquests autors assenyalen la dificultat de diferenciar entre "llengua" i "dialecte" pel que el nombre de llengües mútuament intel·ligibles no és senzill de determinar, donat pràcticament totes les variants estan extintes i no pot comptar-se amb la competència de parlants natius per decidir-ho. En qualsevol cas Whistle i Golla assenyalen que clarament no existeix intel·ligibilitat entre les tres principals branques de la seva classificació el yokuts Buena Vista, el yokuts Poso Creek i el que ells denominen yokuts "nim". En aquest últim les varietats poden agrupar-se en 6 grups (Tule-Kaweah, yokuts del riu Kings, Gashowu, yokuts de la vall septentrional, yokuts de la vall meridional i yokuts de l'extrem nord). Pel que el nombre de llengües yokuts diferents estaria entre 3 i 8 llengües diferents.

### Classificació interna
Algunes de les primeres classificacions dividien a la família yokuts en 3 grups principals cadascun dels quals constava de nombroses llengües, dialectes i subdialectes. La següent classificació apareix en Mithun (1999) i es basa en Whistler & Golla (1986) i Gamble (1987).
Poso Creek
- Palewyami (Poso Creek, Altinin) (†)

Yokuts general (tots els altres)
- Buena Vista

Tulamni
Hometwali
- Nim

- Tule-Kaweah

Wikchamni
Yawdanchi (Nutaa)
Bokninuwad
- Yokuts del nord

- Gashowu
- Kings River

Chukaymina
Michahay
Ayitcha (Aiticha, Kocheyali)
Choynimni (Choinimni)
- Yokuts de la vall

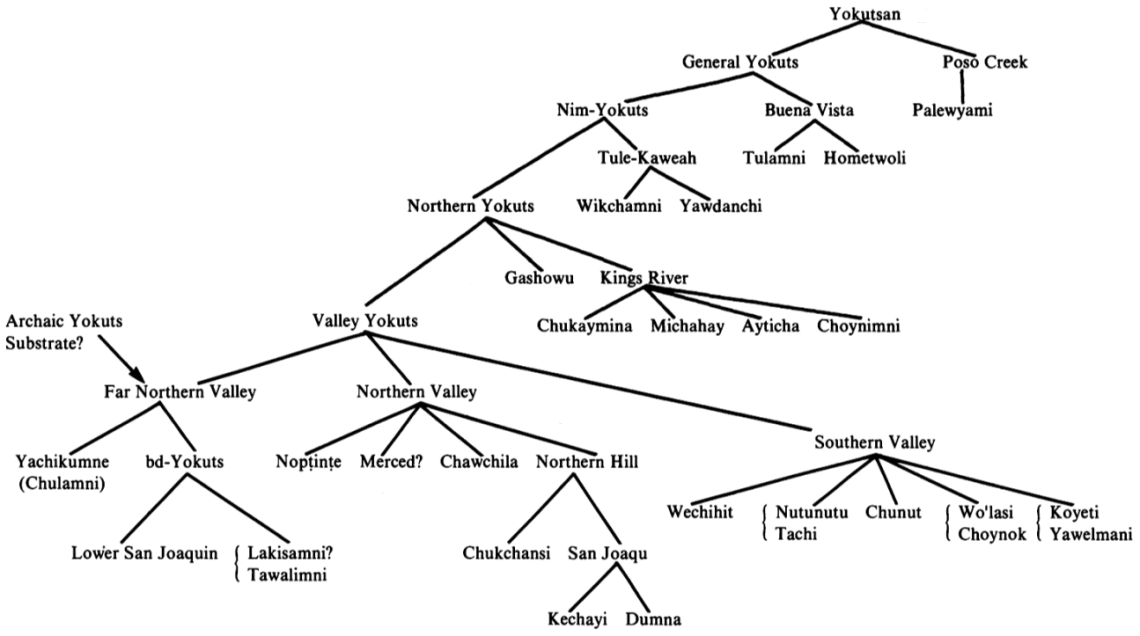
Arbre de la família yokuts (Whister & Golla 1986)

- Yokuts de la vall més al nord (†)

Yachikumne (també Chulamni)

Lower San Joaquin

Chalostaca

Lakisamni

Tawalimni
- Yokuts de la vall del nord (†)

Nopṭinṭe

Merced

Chawchila

Northern Hill

Chukchansi

Kechayi

Dumna
- Yokuts de la vall del sud (†)

Wechihit

Nutunutu-Tachi

Chunut

Wo’lasi-Choynok

Koyeti-Yawelmani (també Yowlumni)

Wowol

Telamni

## Parlants i revitalització lingüística
Moltes varietats lingüístiques estan extingides, com es fa notar dalt. I aquelles que encara es parlen estan en perill.
En els darrers anys les varietats choinimni, wikchamni, chukchansi, kechayi, tachi, i yawelmani han tingut un grapat de parlants fluents i un nombre variables de semiparlants. Els wikchamni, chukchansi, tachi, i yawelmani són ensenyats a un grapat d'infants durant la primera dècada del segle XXI.
El chukchansi és ara una llengua escrita, amb el seu propi alfabet desenvolupat amb finançament federal. El chukchansi també té un llibre de frases i diccionari que estan parcialment completats. Al maig de 2012 el Departament de Lingüística de la Universitat Estatal de Fresno va rebre una subvenció d'un milió de dòlars per compilar un diccionari i una gramàtica chuckchansi, i per "donar suport a les beques, programes i esforços per reunir textos nadius i crear un pla d'estudis per a l'ensenyament de la llengua perquè pugui utilitzar-se de nou socialment i ritualment".

## Relacions genètiques
S'ha proposat que la família yokuts està relacionada amb un hipotètic grup del penutià. Aquesta proposta no ha pogut demostrar-se, però molts lingüistes la troben atractiva, sobretot tenint en compte la relació entre la família yokuts i la Utiana (anomenada Yok-Utian per Catherine Callaghan).

## Descripció lingüística

### Fonologia
L'inventari consonàntic reconstruït pel proto-yokuts:
|            | Labial       | Dental         | Retroflexa     | Palatal | Velar        | Glotal |
| ---------- | ------------ | -------------- | -------------- | ------- | ------------ | ------ |
| oclusiva   | *p, *pʼ, *pʰ | *t, *tʼ, *tʰ   | (*ṭ), *ṭʼ, *ṭʰ |         | *k, *kʼ, *kʰ | *ʔ     |
| africada   |              | (*c), *cʼ, *cʰ |                |         |              |        |
| fricativa  |              | *s             | *ṣ             |         | *x           | *h     |
| nasal      | *m, *mʼ      | *n, *nʼ        |                |         | *ŋ, (*ŋʼ)    |        |
| aproximant | *w, *wʼ      | *l, *lʼ        |                | *y, *yʼ |              |        |

On els signes entre parèntesis indiquen sons la reconstrucció dels quals com a part del sistema fonològic és insegura i podrien ser simplement al·lòfons d'uns altres fonemes. El signe (ʼ) (=AFI (ˀ)) denota una consonant glotalitzada, els signes /*c, *cʼ, *cʰ/ són els abreujaments usats pels americanistes per als signes de l'AFI /*ʦ, *ʦˀ, *ʦʰ/.
Quant a les vocals es reconstrueixen cinc vocals breus i cinc vocals llargues:
|          | breus    | breus   | breus     | llargues | llargues | llargues  |
| -------- | -------- | ------- | --------- | -------- | -------- | --------- |
|          | anterior | central | posterior | anterior | central  | posterior |
| tancades | *i       | *i      | *u        | *ī       | *ī       | *ū        |
| mitjanes |          |         | *o        |          |          | *ō        |
| obertes  |          | *a      |           |          | *ā       |           |